# ممالك النرويج الضئيلة

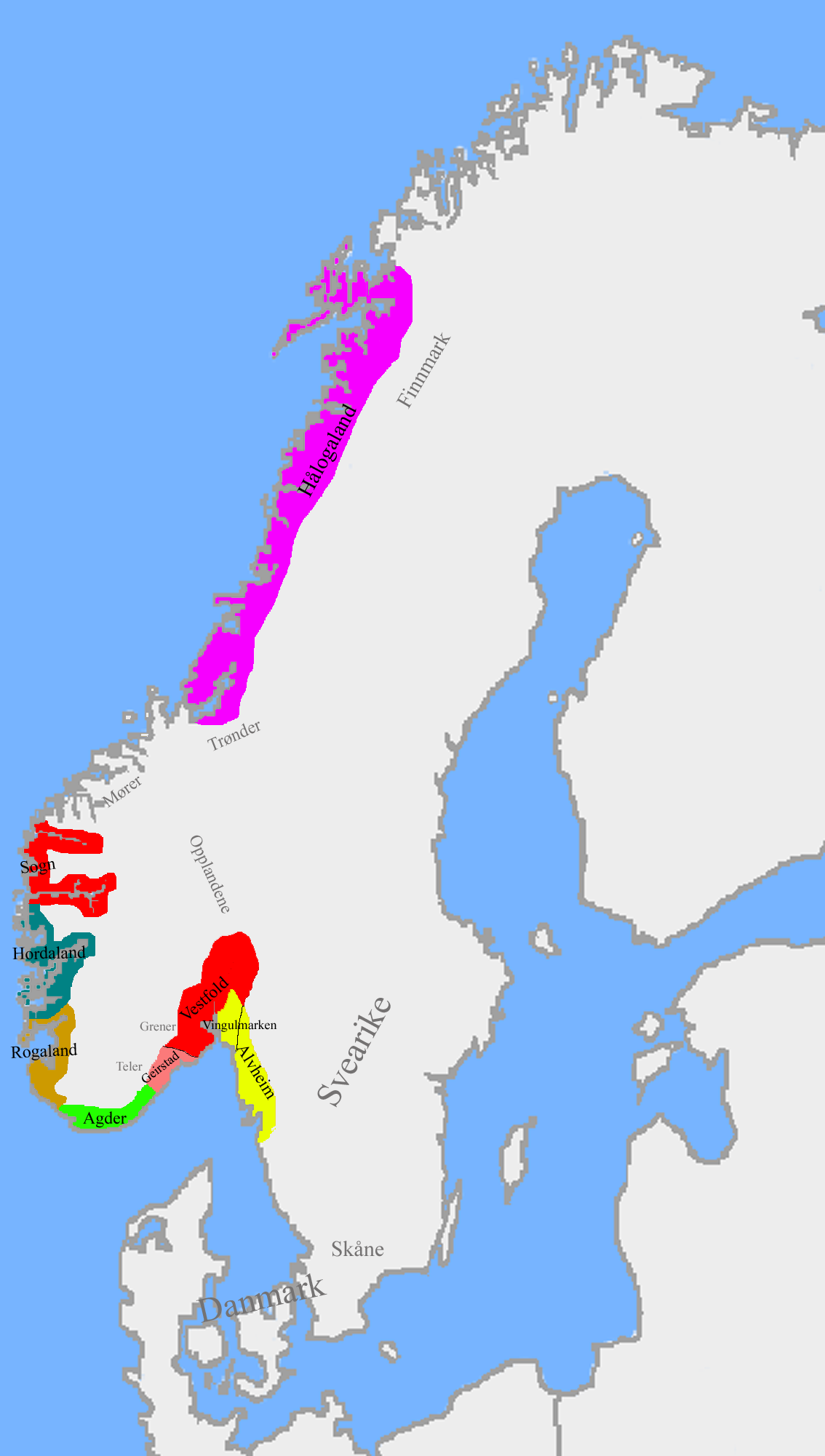
بعض ممالك النرويج الضئيلة الرئيسية حوالي 860.

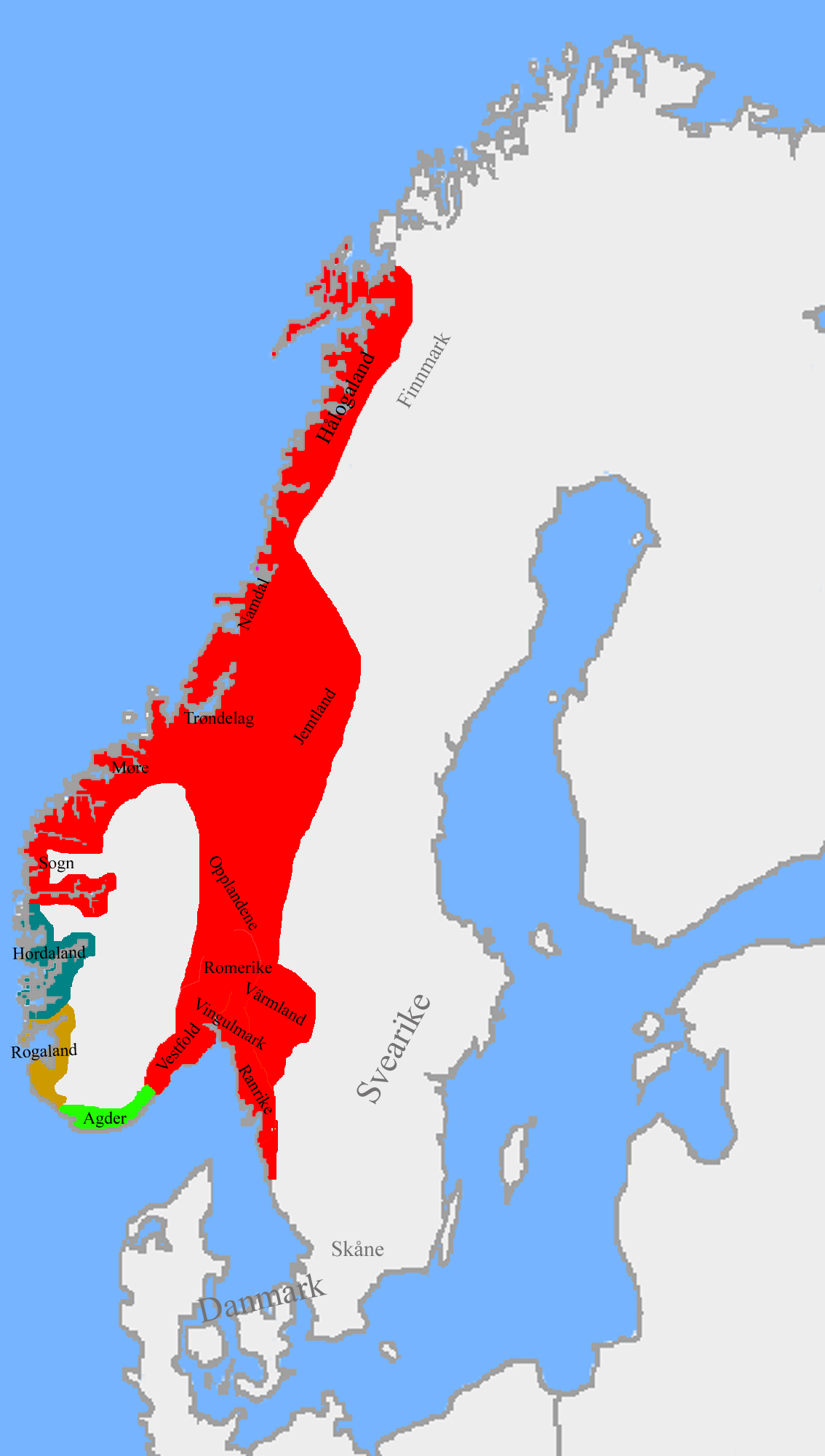
ممالك النرويج الضئيلة حوالي 872

كانت ممالك النرويج الضئيلة الكيانات التي أُسست منها مملكة النرويج لاحقاً. قبل توحيد النرويج في 872 وخلال فترة التشرذم بعد وفاة الملك هارالد ذو الشعر الفاتح كانت النرويج منقسمة إلى ممالك عديدة. بعضها صغيراً كتجمع قرى مختلفة وشكل آخرين مقاطعات في الوقت الحاضر.
وُجدت العديد من الكيانات السياسية في النرويج بحلول وقت أول السجلات التاريخية في اسكندنافيا، حوالي القرن الثامن. العدد الدقيق غير معروف؛ ولكن من الممكن أنه تذبذب بمرور الوقت. قُدر بأنه قد وجدت 9 ممالك ضئيلة في غرب النروبج خلال عصر الفايكنج المبكر. يقدر عالم الآثار بيرغليوت سولبيرغ على هذه الأساس أنه وُجد على الأقل 20 مملكة في البلد كله.
لا يوجد مصدر مكتوب من تلك الفترة ليخبرنا عن الألقاب التي استخدمت من أولئك الحكام، أو عن الحدود الدقيقة بين ممالكهم. لم يكتب المصدر الرئيسي (ملاحم الملوك) لتلك الحقبة حتى القرنين 12 و 13. في حين أنها جزئياً مرتكزة على القصائد السكالدية ومن الممكن على التراث الشفهي، فإن مصداقيتها كمصادر لأحداثٍ مفصلة عن عصر الفايكنغ لا تزال موضع نقاش بين المؤرخين. تشير الملاحم الإسكندنافية وأبرزها الـ (هيمسكرينغلا) دائماً إلى الملوك ذوي الحكم الضئيل بـكونغر (konungr) أي ملك، مثل ملوك كلاً من أغدر، وآلفهيم، وهدمارك، وهوردالاند، ونوردموره، ورومسدال، ورومريكه، وسوغن، وسولور، وسونموره، وتروندلاغ، وفستفولد (و التي شملت ما سبق في أوقاتٍ مختلفة)، وفيكن. أما في هولوغالاند فقد كان لقب الحاكم يارل (يشابه الدوق)، والذي لاحقاً أصبح لاده يارل (نسبة لارتكاز سلطة الحكام في لاده، تروندهايم في العصر الحديث). يمكن تسمية حكام جميع المناطق بملوك، أو ملوك ضئال، أو أشباه ملوك، أو قادة (يارل)، وذلك اعتماداً على المصادر. تم تنظيم عدد من المجتمعات الصغيرة تدريجيا في مناطق أكبر في القرن التاسع، وفي 872 قام الملك هارالد ذو الشعر الفاتح بتوحيد المملكة وأصبح حاكمها الأعلى الأول. أصبحت العديد من الممالك السابقة يارليات تحت حكم الملك النرويجي الأعلى والبعض حاول التحرر مرةً أخرى.
و فيما يلي قائمة غير مكتملة لممالك النرويج الضئيلة وجكامهم المعروفين. معظم الأشخاص المذكورين إما أسطوريين أو شبه أسطوريين. وقد تكون بعض المناطق موضع نزاع كممالك صغيرة.

## قائمة لممالك ضئيلة وإيرليات

### مملكة آغدر
الحكام:
الأسطوريين
- هارالد آغدر (أسطوري)
- فيكار (ابن هالرالد آغدر)
- هارالد فيكارسون
- بيارينغ (من المحتمل كان رئيساً فقط)
- فيغبارندس - حوالي 690
- هيربراند فيغبراندسون
- كيسا

ملوك من 987-790
- هارالد غرانراوده، ؟؟7–815، والد أوسا
- أوسا هارالدسدوتر (أوسا بنت هارالد)، بين 815 و 834-838، أم هالفدان الأسود
- هالفدان الأسود، والد هارالد ذو الشعر الفاتح
- شيوتفه الغني، آخر القرن التاسع
- هارالد غرينسكه، 976–987

### مملكة أوبلاند
الحكام:

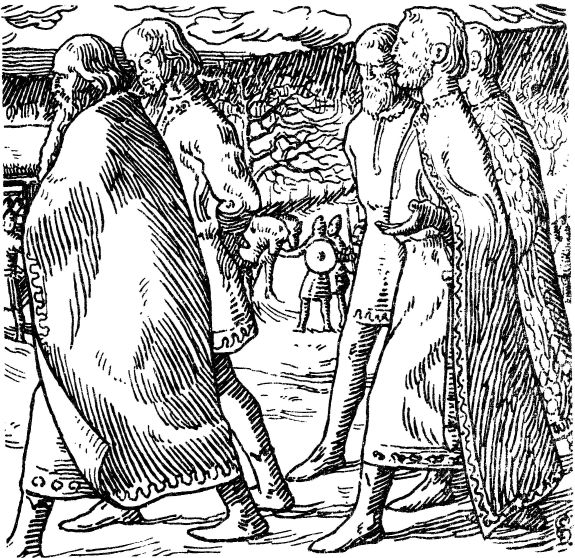
ملوك أوبلاند ذاهبون لعقد مجلس.

- آيستاين، أبو أوسا التي تزوجت هالفدان فيتبين
- هالفدان «المسن» سفيداسون (حوالي 750)
- إيفار هالفدانسون (حوالي 770*
- آيستاين «غلومرا (المزعج)» إيفارسون، صهر راغنفالد وأبو راغنفالد آيستاينسون (788)

### مملكة أوركدلن
الحكام:
- غريتنع؟-حوالي 870

### مملكة تروندلاغ
الحكام:
- هوكون غريوتغاردسون

### مملكة توتن
الحكام:
- هالفدان فيتبين

### مملكة تيليمارك
وضع تيليمارك كمملكة مختلف عند بعض المؤرخين

### مملكة رانريكه
الحكام:
- تريغفه أولافسون

### مملكة راومريكه
الحكام:
- سيغورد رنغ - القرن الثامن
- راغنار لودبروك - القرن الثامن
- هالفدان فيتبين
- آيستاين هالفدانسون (ابن هالفدان)
- هالفدان الكريم ابن آيستاين
- غودرود الصياد ابن هالفدان
- سيغتريغ آيستانسون
- هالفدان الأسود ابن غودرود

### مملكة روغالاند
الحكام:
- غارد
- روغالف غاردسون
- أوغفالد روغالفسون، أواسط عقد 500
- إنغيالد أوغفالدسون الذي برز حوالي 600
- يوسور إنغيالدسون الذي برز أواسط 600
- يور يوسوراسون الذي برز في عقد 700
- يورلايف يورسون الفاسق الذي برز من وسط إلى آخر عقد 700
- هالفور يورلايفسون
- يور هالفسون؟-حوالي عقد 870
- سولكه؟-870
- غايرموندر يورارسون

### مملكة رومسدال
الحكام:
- راوم العجوز أسطوري
- يوتنبيورن العجوز ابن راوم
- راوم
- روسبيورن
- أورم ذو الهيكل المكسور
- كناتي
- ثورأولف وكيتيل راوم

### مملكة رينغريكه
الحكام:
- راوم العجوز
- هالفدان العجوز
- سيغورد سير

### مملكة غودبراندسدالن
الحكام:
- داله-غودبراند

## مملكة فستفولد
الحكام:
- سيغتريغ من فتلاند
- إيريك سيغتريغسون
- آنغار إيريكسون
- إيريك آنغفارسون
- هالفدان فيتبين (جزء من فستفولد)
- آيستاين هالفدانسون صهر إيريك
- هالفدان الكريم ابن آيستاين
- غودرود الصياد ابن هالفدان
- هالفدان الأسود حكم نصف المملكة. ابن غودرود.
- أولاف غودرودسون حكم نصف المملكة. ابن غودرود.
- راغنفالد ذو القدر العالي
- بيورن فارمان
- أولاف هارالدسون غايشتادالف، أخ بيورن
- هارالد غودرودسون غرنسكه، 976–987

## مملكة فستمار
الحكام:
- داغ المزعج

## مملكة فوس
الحكام:
- شيلفير

## مملكة فينغولمارك
فينغولمارك هو الاسم القديم للمنطقة التي تشكل اليوم مقاطعات أوستفولد، وآكرشوس، وشملت موقع أوسلو عاصمة النرويج، التي لم تكن قد تأسست في ذاك الوقت. وجد علماء الآثار الكثير من الهبات المدفونة في المنطقة حول مصب نهر غلوما في أونسوي ورولفسوي وتونه، حيث وجدت بقايا قارب (قارب تونه). وهذا يدل على أنه وجد مركز للسلطة في هذه المنطقة.
وهناك دلائل تشير إلى أن الجزء الجنوبي من هذه المنطقة على الأقل كان تحت الحكم الدانمركي في أواخر القرن التاسع. في تقربر أوتار، الذي كتب في في محكمة الملك الإنجليزي، يقول أوتار أنه عندما أبحر جنوباً من شيرينغسالك، كانت الدنمارك على جانب الميناء لمدة ثلاثة أيام.
الحكام:
- غودرود الصياد، نصف فينغولمارك
- آلفغاير، (بالنوردية القديمة: Álfgeir)
- غاندالف آلفغايرسون
- هالفدان الأسود ابن غودرود
- أولاف هارالدسون
- تريغفه أولافسون
- هارالد غودرودسون غرينسكه، 976-987
- سفاين آلفيفيسون، 1030-1035

## مملكة فيكن
الحكام:
- سيغارد عين الافعى

### مملكة فيوردانه
يمكن أن تسمى أيضاً فيردا أو فيردافيلكه
الحكام:
- أولاف أخ أنوند إينغلينغ
- آودبيورن [4]

## أيرلية لاده
الحكام:
- هاكون غريوتغارذسون، حليف لهالرالد ذو الشعر الفاتح
- سيغورور هاكونارسون، صديق ومستشار لهاكون الطيب
- هاكون سيغورذارسون، حاكم النرويج من حوالي 975 إلى 995
- إيريك هاكونارسون، محافظ معظم النرويج تحت سوين فوركبيرد
- سفن هاكونارسون، محافظ جزء من النرويج تحت أولاف السويدي
- هاكون إيريكسون، محافظ النرويج تحت كانوت العظيم

## مملكة هاديلاند
الحكام:
- هود
- هالفدان فيتبين

## مملكة هدمارك
الحكام:
- هالفدان فيتبين
- سيغتريغ آيستاينسون
- آيستاين آيستاينسون، أخ سيغتريغ
- هالفدان الأسود، كان ملكاً على نصف هدمارك بعد هزيمة الحكام سيغتريغ وأخيه، وآيستاين

## مملكة هوردالاند
الحكام:
- آلرك إيريكسون، أوائل عقد 600
- رولف أو بيغري سفوساسون
- سولفي رولفسون
- كاون سولفاسون
- إيريك ملك هوردالاند

## إيرلية هولوغالاند
الحكام:
- سامينغ (ابن أسطوري لأودين)
- ثراند (ابن سامنغ)
- غودلوغ، عقد 480؟[5]
- آيستاين
- هالفدان
- هوكون غريوتغاردسون